# 紀元前147年
紀元前147年（きげんぜん147ねん）は、ローマ暦の年である。

## 他の紀年法
- 干支 : 甲午
- 日本
  - 開化天皇11年
  - 皇紀514年
- 中国
  - 前漢 : 景帝中元3年
- 朝鮮
  - 檀紀2187年
- 仏滅紀元 : 398年
- ユダヤ暦 : 3614年 - 3615年

## できごと

### ローマ
- スキピオ・アエミリアヌスはカルタゴの戦い（英語版）を指揮し、湾に防波堤を築いた。カルタゴ人は海岸から運河を掘って抵抗したが、敗れた。
- カルタゴは、流罪になっていた将軍ハスドゥルバルを呼び戻し、防御を固めさせた。13.7mの城壁を築き、ローマ軍の侵攻を遅らせた。

### シリア
- デメトリオス2世がシリアに戻った。
- ヨナタンがヤッファを征服した。

### ギリシア
- マケドニア王国がローマ帝国の一部になった。

## 誕生
- 支婁迦讖:西域より渡来した訳経僧。

## 死去
- 薄皇后（前漢の景帝の皇后）
- 劉栄、（前漢の景帝の長子）